# Aleksandr Djukov

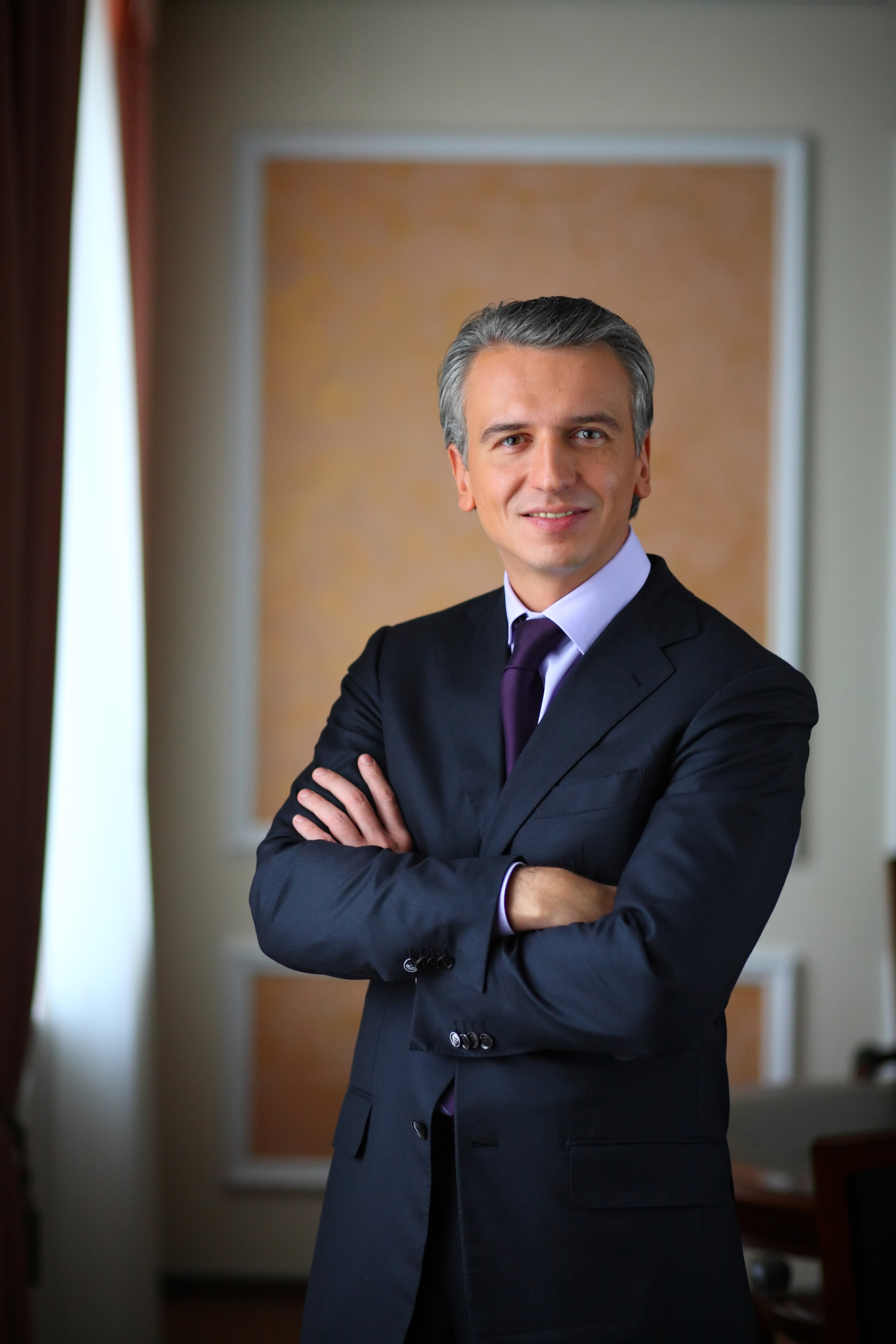
Alexander Dyukov år 2008.

Aleksandr Valerjevitj Djukov (ryska:Александр Валерьевич Дюков) är en rysk fotbollspresident, född 13 december 1967 i Leningrad. 
Han är den nuvarande presidenten i det Ryska Premier League-laget Zenit St. Petersburg. Han finansierar en renovering av Petrovskijstadion då Zenit ska spela UEFA Champions League 2008/2009. Han har sagt att han förväntar sig att Zenit tar sig vidare från gruppspelen i Champions League och att han kommer att köpa nya spelare till klubben för att klubben ska kunna uppnå detta mål.

## Utbildning
- Efter att ha avslutat skolan 1985 började Djukov i Leningrads Skeppsinstitut.
- 2001 fick han IMISP MBA stipendiet.